# José Luis Moreno García
José Luis Moreno García (La Roda, Albacete, 29 de agosto de 1942 - Albacete, 21 de diciembre de 2023) fue un político español, diputado de las Cortes Españolas por UCD desde 1977 hasta 1982, participando en la elaboración de la Constitución Española de 1978.

## Biografía

### Estudios
José Luis Moreno García cursó la carrera de Derecho en la Universidad de Murcia obteniendo la Licenciatura con la calificación de Sobresaliente en 1963. Es doctor honoris causa por la Universidad de Huánuco (Perú).

### Carrera política
Fue diputado de las Cortes Españolas desde 1977 hasta 1982, participando en la elaboración de la Constitución Española de 1978.
En su labor como diputado destacó su participación como ponente en los textos legales que supusieron la reforma laboral diseñada en la Constitución Española: el Estatuto de los Trabajadores y la Ley Básica de Empleo. Durante la etapa preautonómica de Castilla-La Mancha ejerció el cargo de Secretario General de la Asamblea de Parlamentarios.

### Vida profesional
En 1964 obtuvo por oposición la plaza de Funcionario Técnico Superior de la Administración del Estado, pasando en 1982 a desempeñar plaza de Funcionario de Industria de la Junta de Comunidades de Castilla-La Mancha, siendo Delegado Provincial de Industria y Trabajo desde 1994 hasta el 2000. Como Delegado Provincial destacó su labor en el impulso de la creación de una infraestructura turística de alojamientos y de Oficinas de Información Turística en las zonas de turismo rural de Albacete, en el desarrollo de la energía eólica y en la difusión de las becas en empresas para universitarios, política diseñada en el marco de Acuerdo Regional por el Empleo.
Ha ejercido como abogado. Ha sido profesor de las Universidades de Murcia, Castilla-La Mancha y de la Universidad Nacional de Educación a Distancia, impartiendo docencia en las asignaturas de Derecho del Trabajo y Derecho del Turismo.

## Vida personal
Está casado con María Francisca Molina Gómez y tiene cuatro hijos  y cinco nietos.

## Premios y reconocimientos
- Orden al Mérito Constitucional (1988)
- Placa de Reconocimiento al Mérito Regional (Junta de Comunidades de Castilla-La Mancha, 2000).[2]